# Thuidium mattogrossense
Thuidium mattogrossense är en bladmossart som beskrevs av Brotherus 1900. Thuidium mattogrossense ingår i släktet tujamossor, och familjen Thuidiaceae. Inga underarter finns listade i Catalogue of Life.